# Élections législatives françaises de 1919
Les élections législatives françaises de 1919 ont eu lieu les 16 novembre 1919 et, pour six sièges, le 30 novembre 1919. Elles ont élu la Chambre des députés de la douzième législature de la Troisième République.
La majorité politique bascule à droite, à la suite de la victoire de l'alliance des forces centristes et conservatrices au sein de la formation dite du « Bloc national » (composée de l'ARD, de l'ALP de la FR et des RI). La nouvelle assemblée fut surnommée « Chambre bleu horizon », en référence à la couleur bleu horizon des uniformes des très nombreux anciens combattants qui y siègeront.

## Contexte historique

### Séquelles de la guerre

#### Bilan humain
À la fin de la Première Guerre mondiale, la France est exsangue : le conflit — 1 697 800 morts militaires et civils et 4 266 000 blessés — puis la grippe de 1918 dite « espagnole » ont fait des ravages dont l'ampleur n'est pas évidente à chiffrer (on parle de 408 000 morts).

#### Bilan économique et financier
L'économie a été durement touchée par la guerre : près de 50 % des paysans sont morts, 120 000 hectares du territoire ont été classés en zone rouge, dénotant des destructions très importantes, 13 départements ont été touchés par les destructions à des échelles diverses, 812 000 immeubles ont été entièrement ou partiellement détruits, 54 000 kilomètres de routes ont été détruits, des milliers d’usines et mines ont été détruites, une grande partie du réseau routier est inutilisable, le réseau ferroviaire est désorganisé et de nombreux ponts ont été détruits.
La dette de la France vis-à-vis de l'étranger est d'environ 31 milliards de francs-or après la guerre, ses dépenses de guerre totalisent 177 milliards de francs-or, financés à 80 % par des emprunts. La Commission des réparations estime par ailleurs à 125 milliards de francs-or (valeur de 1914) le montant des dommages matériels subis.

### Nouvelle loi électorale

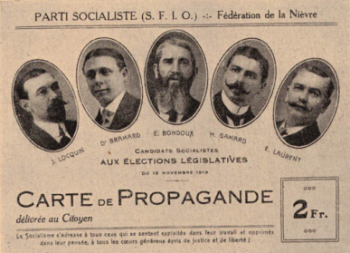
Carte de propagande présentant la liste socialiste candidate dans la Nièvre.

La loi du 12 juillet 1919 instaure un nouveau système électoral, mixte, alliant scrutin proportionnel plurinominal et scrutin majoritaire plurinominal à un tour dans le cadre du département. Le scrutin uninominal majoritaire à deux tours par arrondissement, en vigueur depuis 1889, est donc abandonné.
Bien que l’électeur puisse glisser dans l’urne un bulletin de vote imprimé par une des listes et sur lequel figurent les noms des candidats du parti, la loi électorale précise que l'électeur vote pour des candidats individuels. Il peut voter pour autant de candidats qu'il y a de sièges à pourvoir. L'électeur peut donc :
- glisser dans l'urne un bulletin imprimé par un parti, sur lequel figurent les noms des candidats du parti ;
- glisser dans l'urne un bulletin imprimé par un parti, sur lequel l'électeur aura rayé ou remplacé certains des noms ;
- écrire à la main sa propre liste de candidats.

Il y a ensuite trois moyens d'être élu :
- les candidats ayant rassemblé une majorité absolue de suffrages exprimés sur leur nom sont élus ;
- les sièges non pourvus sont ensuite répartis à la représentation proportionnelle, au quotient, entre les différentes listes (le score d'une liste étant égal à l'addition des voix recueillies individuellement par les candidats qui y figurent) ;
- les sièges restants sont tous attribués à la liste ayant recueilli le plus de voix ; une fois que le nombre d'élus par liste est connu, les élus au sein de ces listes sont ceux ayant obtenu le plus de voix individuellement.

Le but de ce changement de mode de scrutin est de mettre fin aux fiefs d'hommes politiques et de permettre la formation de majorités politiques plus larges et plus stables, capables de soutenir un gouvernement plus longtemps.
L'aspect proportionnel du scrutin reste mineur. Dans un département de 5 sièges, le quotient équivaut à 1⁄5 des suffrages exprimés. Les listes reçoivent un siège autant de fois qu'elles ont reçu 20 % des suffrages exprimés, la liste en tête remporte les sièges restants. Si une seule liste a obtenu plus de 20 % des suffrages, elle remporte l'intégralité des sièges de la circonscription. Si les deux listes en tête ont obtenu 25 % et 26 % des suffrages, la liste en tête obtient 4 sièges, la seconde remporte le seul siège restant, aucune des autres listes n'obtient d'élus.

## Campagne électorale

### Divisions à gauche
La constitution des listes doit tenir compte de trois facteurs : d’une part, la tendance de l’opinion à penser que l’Union sacrée doit être prolongée dans la paix afin de résoudre les nouveaux problèmes de la France de l’après-guerre ; d’autre part, le refus de la SFIO, alors en crise, de prendre position sur la question du bolchevisme, qui a pourtant, semble-t-il, attiré de nombreux nouveaux adhérents durant la guerre.
Pour préserver leur unité, les socialistes décident en avril 1919 de ne conclure aucun accord en vue des élections législatives de la fin de l’année. Cette décision isole de fait les radicaux, contraints de renoncer à une nouvelle alliance à gauche, et permet la mise en branle d’une campagne agressive de la droite et du centre dirigée contre la SFIO, accusée de cautionner le bolchevisme.

### Rapprochement de la droite et du centre
Les divisions partisanes au sein de la droite persistent. Les monarchistes de l’Action française sont isolés, mais les nationalistes, clairement antiparlementaristes, les catholiques, hostiles à la laïcité, et les « progressistes » (qui sont en fait les républicains les plus modérés de l’avant-guerre) opèrent un rapprochement avec les républicains modérés du centre-droit, rassemblés en plusieurs petites organisations souvent membres de l’Alliance démocratique, qui rejettent toute éventualité d’accord de quelque sorte que ce soit avec les radicaux.
Ces derniers se retrouvent par conséquent pris en étau entre une SFIO qui hésite entre la radicalisation et le statu quo, et une droite plus que jamais anti-gauchiste.

### Constitution des listes

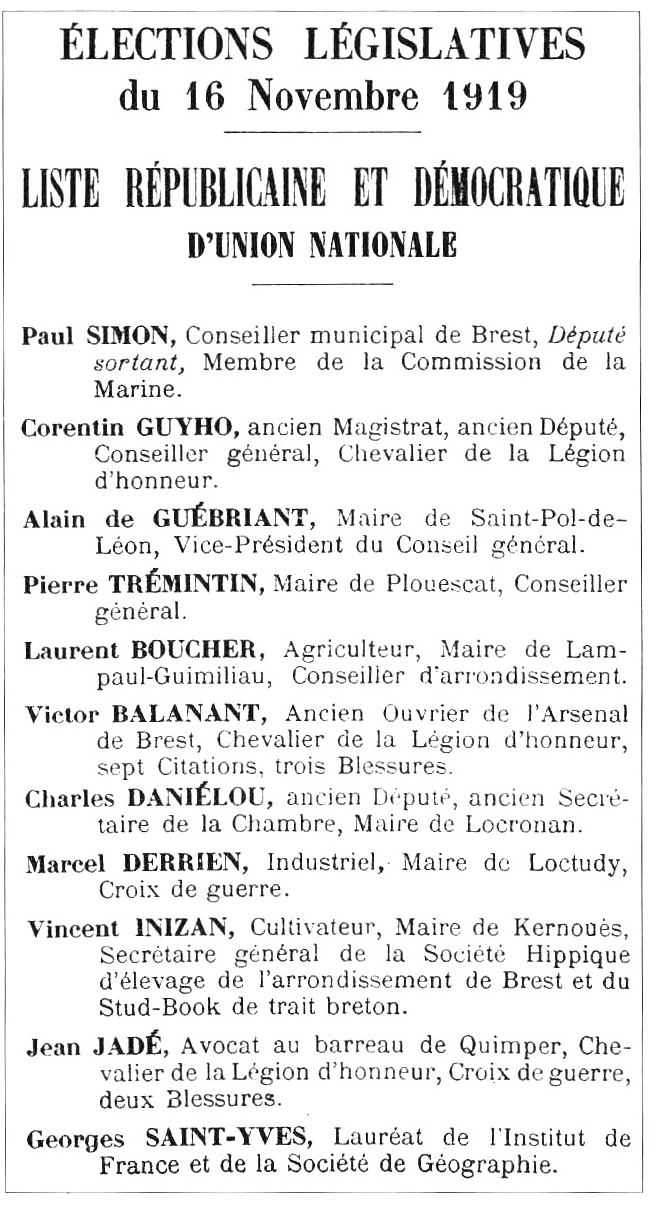
Bulletin de vote imprimé par la liste républicaine et démocratique d'union nationale dans la circonscription du Finistère

À la suite de complexes négociations, 324 listes se constituent. Les socialistes optent pour des listes homogènes, tandis que les radicaux se divisent entre alliés au centre-droit et listes isolées. Les listes du Bloc national regroupent, dans la plupart des cas, des membres de l’Alliance démocratique, des progressistes, des nationalistes et des catholiques.
Les forces en présence sont hétéroclites et la campagne confuse ; les candidats du Bloc national s’accordent tout de même généralement à axer leurs revendications sur la plus stricte application des traités de guerre, la fin du dirigisme et la lutte sans conditions contre le bolchevisme. Alexandre Millerand, enfin, parvient à rassembler autour de lui une très large coalition dans son bastion du deuxième secteur de la Seine en prônant un renforcement des pouvoirs présidentiels.

## Résultats

### Analyse générale

Composition de la Chambre à l'issue des élections de 1919.
Socialiste : 68 sièges
Républicain-socialiste : 26 sièges
Républicain, radical et radical-socialiste : 86 sièges
Députés n'appartenant à aucun groupe : 21 sièges
Centre droit : 200 sièges
Droite : 212 sièges

Les résultats sont assez confus, à l’exception de ceux de la SFIO qui progresse, parvenant cette fois à présenter des candidats dans toutes les circonscriptions. Les radicaux, particulièrement lorsqu’ils sont isolés, ont tendance à reculer, et la victoire du Bloc national est sans ambiguïté : c’est un vague bleue qui déferle sur la chambre basse, surnommée durant cette législature « Chambre bleu horizon », en raison du très grand nombre d’anciens combattants qui y siègent (44 % du total des députés).
Cette victoire reste la plus grande de la droite et du centre-droit jusqu’aux législatives de 1968. On dénombre plus de 60 % de nouveaux élus dans cette nouvelle législature.

### Résultats détaillés
|                          |                                                         |                                                         |            |       |        |  |  |  |  |
| Partis                   | Partis                                                  | Partis                                                  | Voix       | %     | Sièges |  |  |  |  |
|                          |                                                         | Fédération républicaine (FR)                            | 1 819 691  | 22,33 |        |  |  |  |  |
|                          | Action libérale populaire (ALP)                         | 1 139 794                                               | 13,99      |       |        |  |  |  |  |
|                          | Alliance républicaine démocratique (ARD)                | 889 177                                                 | 10,91      |       |        |  |  |  |  |
|                          | Radicaux indépendants                                   | 504 363                                                 | 6,19       |       |        |  |  |  |  |
| Total Bloc national      | Total Bloc national                                     | 4 353 025                                               | 53,42      | 412   |        |  |  |  |  |
|                          | Section française de l'Internationale ouvrière (SFIO)   | Section française de l'Internationale ouvrière (SFIO)   | 1 728 663  | 21,22 | 68     |  |  |  |  |
|                          | Parti républicain radical et radical socialiste (PRRRS) | Parti républicain radical et radical socialiste (PRRRS) | 1 703 382  | 20,91 | 86     |  |  |  |  |
|                          | Parti républicain-socialiste (PRS)                      | Parti républicain-socialiste (PRS)                      | 1 703 382  | 20,91 | 26     |  |  |  |  |
|                          | Divers                                                  | Divers                                                  | 363 020    | 4,45  | 21     |  |  |  |  |
|                          |                                                         |                                                         |            |       |        |  |  |  |  |
| Total                    | Total                                                   | Total                                                   | 8 148 090  | 100   | 613    |  |  |  |  |
| Abstentions              | Abstentions                                             | Abstentions                                             | 3 456 232  | 29,78 |        |  |  |  |  |
| Inscrits / participation | Inscrits / participation                                | Inscrits / participation                                | 11 604 322 | 70,22 |        |  |  |  |  |

Les résultats sont très confus et les groupes parlementaires formés après les élections, en particulier ceux issus du Bloc national, sont issus de diverses tendances et partis politiques.

## Groupes parlementaires
|                                    |                                    |                                     |         |  |  |  |  |  |  |
| Groupe parlementaire               | Groupe parlementaire               | Groupe parlementaire                | Députés |  |  |  |  |  |  |
| Groupe parlementaire               | Groupe parlementaire               | Groupe parlementaire                | Total   |  |  |  |  |  |  |
|                                    | ERD                                | Entente républicaine démocratique   | 183     |  |  |  |  |  |  |
|                                    | GRS                                | Gauche républicaine démocratique    | 93      |  |  |  |  |  |  |
|                                    | PRRS                               | Parti radical et radical-socialiste | 86      |  |  |  |  |  |  |
|                                    | PS                                 | Parti socialiste                    | 68      |  |  |  |  |  |  |
|                                    | ARS                                | Action républicaine et sociale      | 61      |  |  |  |  |  |  |
|                                    | RG                                 | Républicains de gauche              | 46      |  |  |  |  |  |  |
|                                    | INDEP                              | Indépendants de droite              | 29      |  |  |  |  |  |  |
|                                    | RS                                 | Républicain socialiste              | 26      |  |  |  |  |  |  |
|                                    |                                    |                                     |         |  |  |  |  |  |  |
| Total de députés membre de groupes | Total de députés membre de groupes | Total de députés membre de groupes  | 592     |  |  |  |  |  |  |
|                                    | Députés non-inscrits               | Députés non-inscrits                | 21      |  |  |  |  |  |  |
|                                    |                                    |                                     |         |  |  |  |  |  |  |
| Total des sièges pourvus           | Total des sièges pourvus           | Total des sièges pourvus            | 613     |  |  |  |  |  |  |

## Conséquences
Le mode de scrutin amplifie la victoire des partis de droite. La SFIO, très isolée, perd un tiers de ses sièges. La défaite semble plus importante pour le parti radical qui ne retrouve que la moitié de ses sièges. Toutefois les députés du Bloc national éclatent rapidement en de multiples groupes parlementaires dont certains sont susceptibles de s'allier avec le parti radical. Les élections suivantes renouvelant les conseils municipaux et généraux montrent une plus grande stabilité du corps électoral par rapport aux positions d'avant-guerre. De fait, aux élections sénatoriales de janvier 1920, les radicaux minimisent les pertes et restent la formation la plus forte de la Haute Assemblée (106 sénateurs sur 240).

## XIIelégislature
Durée de la législature : 30 novembre 1919 - 25 mai 1924.
Président de la République : Raymond Poincaré/Paul Deschanel/Alexandre Millerand
Président de la Chambre des députés : Paul Deschanel/Raoul Péret/Paul Painlevé
| Gouvernement | Gouvernement                         | Gouvernement                                                | Dates (Durée)                                                  | Parti(s)                                          | Président du Conseil | Composition initiale                    |
| ------------ | ------------------------------------ | ----------------------------------------------------------- | -------------------------------------------------------------- | ------------------------------------------------- | -------------------- | --------------------------------------- |
| 1            |                                      | Gouvernement Georges Clemenceau (2)                         | du 16 novembre 1917 au 18 janvier 1920 (2 ans et 63 jours)     | Bloc national - ARD→PRDS - FR - ALP→FR - LJR - RI | Georges Clemenceau   | 14 ministres 18 sous-secrétaires d'État |
| 2            |                                      | Gouvernement Alexandre Millerand (1)                        | du 20 janvier 1920 au 18 février 1920 (29 jours)               | Bloc national - ARD→PRDS - FR - ALP→FR - LJR - RI | Alexandre Millerand  | 15 ministres 10 sous-secrétaires d'État |
| 2            | Gouvernement Alexandre Millerand (2) | du 18 février 1920 au 23 septembre 1920 (7 mois et 5 jours) | 15 ministres 11 sous-secrétaires d'État                        | Bloc national - ARD→PRDS - FR - ALP→FR - LJR - RI | Alexandre Millerand  |                                         |
| 3            |                                      | Gouvernement Georges Leygues                                | du 24 septembre 1920 au 7 janvier 1921 (3 mois et 14 jours)    | Bloc national - ARD→PRDS - FR - ALP→FR - LJR - RI | Georges Leygues      | 15 ministres 11 sous-secrétaires d'État |
| 4            |                                      | Gouvernement Aristide Briand (7)                            | du 16 janvier 1921 au 12 janvier 1922 (11 mois et 27 jours)    | Parti républicain-socialiste                      | Aristide Briand      | 15 ministres 7 sous-secrétaires d'État  |
| 5            |                                      | Gouvernement Raymond Poincaré (2)                           | du 15 janvier 1922 au 29 mars 1924 (2 ans, 2 mois et 14 jours) | Bloc national - PRDS - FR - LJR - RI              | Raymond Poincaré     | 14 ministres 4 sous-secrétaires d'État  |